# Stazione meteorologica di Camerino
La stazione meteorologica di Camerino è la stazione meteorologica di riferimento relativa alla città di Camerino.

## Coordinate geografiche
La stazione meteo si trova nell'Italia centrale, nelle Marche, in provincia di Macerata, nel comune di Camerino, a 664 metri s.l.m. e alle coordinate geografiche 43°08′N 13°04′E.

## Dati climatologici
In base alla media trentennale di riferimento 1961-1990, la temperatura media del mese più freddo, gennaio, si attesta a +2,1 °C; quella dei mesi più caldi, luglio e agosto, è di +21,8 °C.
Le precipitazioni medie annue sono superiori ai 1.000 mm, distribuite mediamente in 121 giorni, e presentano un minimi relativo in estate e un picco in autunno ed un massimo secondario primaverile molto accentuati .
| Camerino                           | Mesi | Mesi | Mesi | Mesi | Mesi | Mesi | Mesi | Mesi | Mesi | Mesi | Mesi | Mesi | Stagioni | Stagioni | Stagioni | Stagioni | Anno  |
| Camerino                           | Gen  | Feb  | Mar  | Apr  | Mag  | Giu  | Lug  | Ago  | Set  | Ott  | Nov  | Dic  | Inv      | Pri      | Est      | Aut      | Anno  |
| ---------------------------------- | ---- | ---- | ---- | ---- | ---- | ---- | ---- | ---- | ---- | ---- | ---- | ---- | -------- | -------- | -------- | -------- | ----- |
| T. max. media (°C)                 | 4,9  | 6,7  | 9,8  | 14,1 | 18,9 | 23,5 | 27,4 | 27,1 | 22,6 | 15,5 | 10,6 | 6,0  | 5,9      | 14,3     | 26,0     | 16,2     | 15,6  |
| T. min. media (°C)                 | −0,7 | −0,2 | 3,7  | 6,9  | 11,1 | 13,8 | 16,1 | 16,2 | 14,4 | 10,1 | 5,7  | 0,0  | −0,3     | 7,2      | 15,4     | 10,1     | 8,1   |
| Precipitazioni (mm)                | 87   | 103  | 100  | 94   | 68   | 66   | 46   | 61   | 55   | 117  | 119  | 126  | 316      | 262      | 173      | 291      | 1 042 |
| Giorni di pioggia                  | 11   | 11   | 13   | 12   | 9    | 9    | 5    | 6    | 6    | 11   | 14   | 14   | 36       | 34       | 20       | 31       | 121   |
| Eliofania assoluta (ore al giorno) | 3,0  | 4,0  | 4,1  | 5,7  | 7,9  | 8,8  | 10,8 | 10,3 | 7,8  | 5,0  | 2,5  | 2,5  | 3,2      | 5,9      | 10,0     | 5,1      | 6,0   |